# مواسم في الشمس (أغنية)
مواسم في الشمس (بالإنجليزية: Seasons in the Sun)‏ هو تعديل باللغة الإنجليزية لأغنية «المحتضر» للمغني والملحن البلجيكي "جاك بريل"، حيث أعاد المغني والشاعر الأمريكي رود ماكوين كتابة كلمات الأغنية في عام 1963، عن تصوره وداع رجل يحتضر لأحبائه. أصبحت الأغنية نجاحًا عالميًا في عام 1974 للمغني الكندي تيري جاكس وأصبحت رقم واحد في عيد الميلاد في المملكة المتحدة في عام 1999 للفريق الايرلندي وست لايف.

## تاريخ الأغنية
النسخة الأولى من الأغنية، التي سجلها جاك بريل، تحكي عن رجل يموت وقلبه محطم. يُغنى بإيقاع سريع ويقول الرجل المحتضر وهو يودع كاهنًا ويودع صديقه المقرب وزوجته، التي تدعى فرانسواز، والتي خدعته.

## نسخة تيري جاك
قام الشاعر الأمريكي رود ماكوين بترجمة كلمات الأغاني إلى اللغة الإنجليزية. في عام 1964، سجل فريق «الكينجستون تريو» لأول مرة نسخة إنجليزية من «مواسم في الشمس». سمع الأغنية لاحقًا تيري جاك واعتقد أن النسخة الأصلية لجاك بريل كانت مروعة للغاية وأعاد كتابة الكلمات مستوحاة من صديق كان يعاني من سرطان الدم وتوفي بعد أربعة أشهر من إصدار نسخته. صعدت نسخة جاك إلى المراكز الأولى وتم بيع أكثر من 14 مليون نسخة حول العالم.

## الأغنية على القوائم العالمية
صعدت الأغنية إلى المركز الأول في: أستراليا، النمسا، كندا، الدنمارك، فرنسا، ألمانيا، ايرلندا، النرويج، جنوب أفريقيا، سويسرا، نيوزيلندا، المملكة المتحدة  والولايات المتحدة ضمن (قوائم الهوت بيلبورد 100)، (قوائم الكاش بوكس)، و (قوائم ادالت كونتمبوراري).

## كلمات الأغنية
وداعًا يا صديقي المخلص Goodbye to you my trusted friend
لقد عرفنا بعضنا البعض منذ أن كنا في التاسعة أو العاشرة We've known each other since we were nine or ten
معًا، تسلقنا التلال والأشجار Together we've climbed hills and trees
تعلمنا عن الحب والأبجدية Learned of love and ABCs
سلخوا قلوبنا وجلدوا ركبنا Skinned our hearts and skinned our knees
وداعًا يا صديقي، من الصعب أن أموت Goodbye my friend, it's hard to die
بينما كل العصافير تغرد في السماء When all the birds are singing in the sky
الآن والربيع يملأ الأجواء Now that the spring is in the air
الفتيات الجميلات في كل مكان Pretty girls are everywhere
فكر بي وسأكون معك Think of me and I'll be there
استمتعنا، وتمتعنا We had joy, we had fun
كانت لدينا مواسم في الشمس We had seasons in the sun
لكن التلال التي تسلقناها But the hills that we climbed
كانت مجرد مواسم خارج الزمن Were just seasons out of time
وداعًا يا أبي، من فضلك صلِ من أجلي Goodbye papa, please pray for me
كنت الخروف الأسود للعائلة I was the black sheep of the family
لقد حاولت أن تعلمني الصواب من الخطأ You tried to teach me right from wrong
الكثير من النبيذ والكثير من الأغاني Too much wine and too much song
أتساءل كيف تواصلت الحياة Wonder how I got along
وداعًا يا أبي، من الصعب أن أموت Goodbye papa, it's hard to die
بينما كل العصافير تغرد في السماء When all the birds are singing in the sky
الآن والربيع يملأ الأجواء Now that the spring is in the air
أطفال صغار في كل مكان Little children everywhere
عندما تراهم، سأكون معك When you see them, I'll be there
استمتعنا، وتمتعنا We had joy, we had fun
كانت لدينا مواسم في الشمس We had seasons in the sun
لكن الخمر والأغنية But the wine and the song
مثل الفصول كلها قد ولت Like the seasons, have all gone
وداعًا ميشيل يا صغيرتي Goodbye Michelle, my little one
أعطيتني الحب وساعدتني لأجد الشمس You gave me love and helped me find the sun
وفي كل مرة كنت فيها محبطًا And every time that I was down
كنت دائمًا تأتي You would always come around
وتثبت قدمي على الأرض And get my feet back on the ground
وداعًا ميشيل، من الصعب أن أموت Goodbye Michelle, it's hard to die
بينما كل العصافير تغرد في السماء When all the birds are singing in the sky
الآن والربيع يملأ الأجواء Now that the spring is in the air
مع الزهور في كل مكان With the flowers everywhere
أتمنى أن يكون كلانا هناك I wish that we could both be there
استمتعنا، وتمتعنا We had joy, we had fun
كانت لدينا مواسم في الشمس We had seasons in the sun
لكن النجوم التي يمكن أن نصل لها But the stars we could reach
كنت مجرد نجوم البحر على الشاطئ Were just starfish on the beach

## وصلات خارجية
- Seasons in the Sun at Super Seventies.
- "List of 'Le Moribond' covers", Brelitude.net
- "Goodbye, Papa, It's Hard to Die: The enduring appeal of an abominable pop song" (سلايت، March 16, 2005)
- Full lyrics of Andy Williams cover at مترولايركس